# مفوضية حقوق الإنسان (مجلس أوروبا)
مفوضية حقوق الإنسان هي مؤسسة غير قضائية مستقلة ومحايدة تأسست عام 1999 من قبل القائم على مجلس أوروبا بستراسبورغ لتعزيز الوعي واحترام حقوق الإنسان في الدول الأعضاء ال47. وأنشطة هذه المؤسسة تتركز على ثلاثة مجالات رئيسية، ترتبط ارتباطاً وثيقاً:
- الزيارات القطرية والحوار مع السلطات الوطنية والمجتمع المدني؛
- الدراسات والمشورة بشأن العمل المنهجي لحقوق الإنسان المواضيعية؛
- أنشطة التوعية.

## وصلات خارجية
- الموقع الرسمي